# اوچ‌اولر (بتلیس)
اوچ‌اولر (به ترکی استانبولی: Üçevler) یک منطقهٔ مسکونی در ترکیه است که در بیتلیس واقع شده‌است. اوچ‌اولر ۲۱ نفر جمعیت دارد.